# Huje (Słowenia)
Huje – wieś w Słowenii, w gminie Ilirska Bistrica. W 2018 roku liczyła 83 mieszkańców.